# جو برترام
جو برترام (بالإنجليزية: Joe Bertram)‏ هو سياسي أمريكي، ولد في 29 أبريل 1957 في بولدر في الولايات المتحدة. حزبياً، نشط في الحزب الديمقراطي. وقد انتخب عضو مجلس النواب في هاواي.